# Dapenda
Dapenda is een bestuurslaag in het regentschap Sumenep van de provincie Oost-Java, Indonesië. Dapenda telt 4244 inwoners (volkstelling 2010).